# Bazipodit

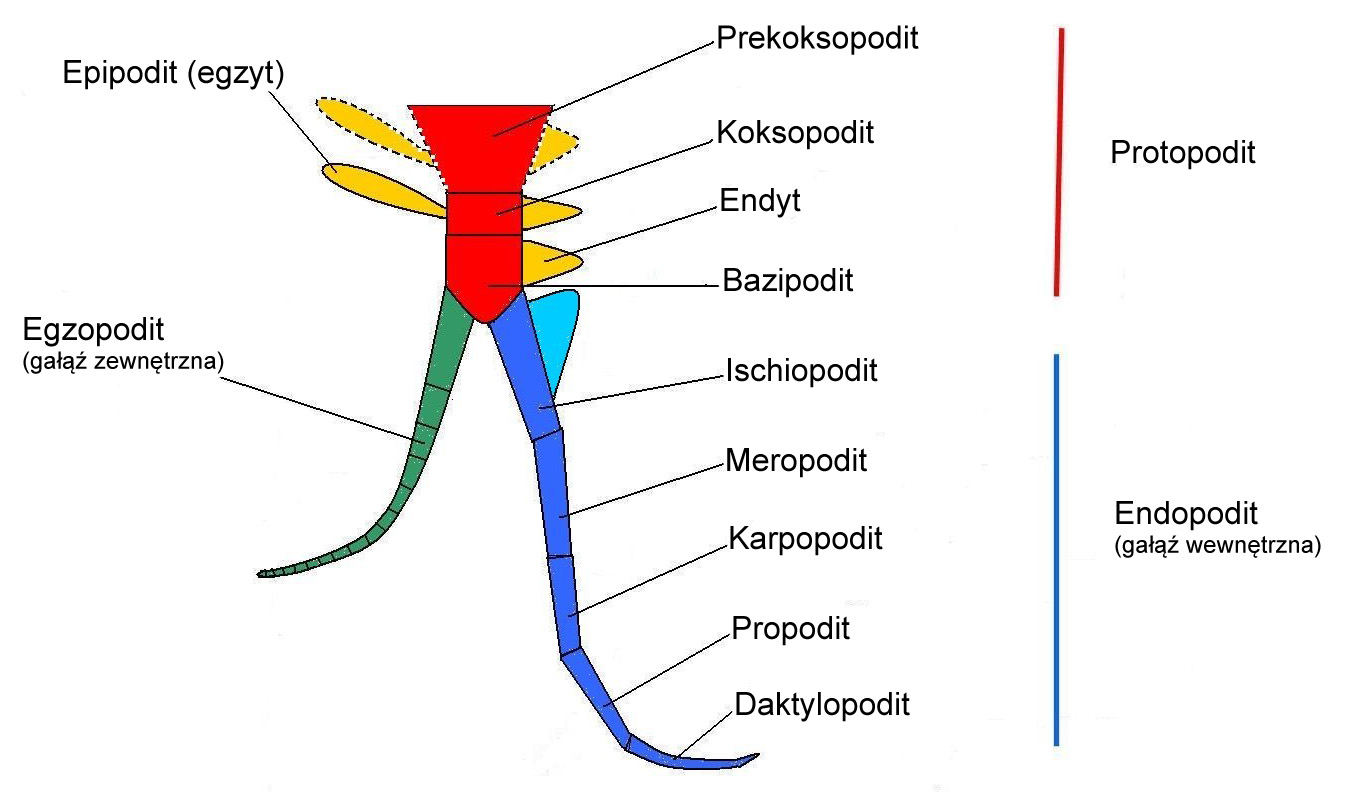
Odnóże dwugałęziste skorupiaka

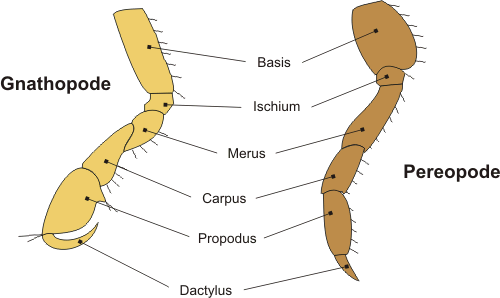
Porównanie gnatopodium i odnóża tułowiowego obunoga. Bazipodit podpisany jako basis

Bazipodit (łac. basis) – najbardziej odsiebny człon (podomer) protopoditu odnóża skorupiaków. Jego odpowiednikiem u innych stawonogów jest krętarz.
Bazipodit poprzedzony jest koksopoditem, z którym niekiedy może być zlany. Stanowi pierwszy człon telopoditu. W dystalnej części bazipoditu wyrasta ischiopodit, stanowiący pierwszy człon endopoditu, czyli wewnętrznej gałęzi odnóża dwugałęzistego. Z boku bazipoditu wyrasta płatek, zwany egzytem, który często jest rozbudowany i członowany, tworząc egzopodit, czyli zewnętrzną gałąź odnóża dwugałęzistego.
Mięśnie obniżacze i dźwigacze bazipoditu biorą swój początek w koksopodicie.